# نهر تاما
نهر تاما (باليابانية: 多摩川) هو نهر رئيسي في محافظتي ياماناشي وكاناغاوا وطوكيو الواقعة على جزيرة هونشو اليابانية. يصنف النهر رسمياً من الفئة الأولى من الحكومة اليابانية. الطول الكلي للنهر يَبلغ 138 كم (86 ميل)، ومجموع مساحة حوض النهر يبلغ 1,240 كم² (480 ميل²).
يعبر نهر تاما مدينة طوكيو، ويُشكل فاصلاً بين طوكيو وكاناغاوا. وتصطف على ضفتيه الحدائق العامة والملاعب الرياضية؛ مما يجعل النهر مكان تنزه شعبي.

## المسار
يَنبُع نهر تاما من جبل كاساتورياما في مدينة كوشو بمحافظة ياماناشي. من هُناك يتدفق شرقاً باتجاه جبال غرب طوكيو، حيث يشكل سد أجوشي بحيرة أوكوتاما. وبعد السد يأخذ النهر اسم تاما ويتدفق شرقاً باتجاه مدينة أومه ماراً من حديقة تشيتشيبو تاما كاي الوطنية. في هامورا بُني على النهر قناطر تاماجاوا التاريخية والذي بناه الإخوة تاماجاوا في سنة 1653 لتوفير المياه لـ«إيدو».
نهر تاما يشكل الحدود بين طوكيو ومدينة كاواساكي، كاناغاوا، ويصب النهر أخيراً في خليج طوكيو بالقرب من مطار هانيدا.

## الفيضانات
نهر تاما مُعرض بشكل كبير للفيضان؛ والذي ألحق أضراراً كبيرة بالمناطق المُحيطة به على مر التاريخ. في بعض الحالات تغير مسار النهر بعد فياضانات هائلة، والمسار الحالي هو ناتج فيضان سنة 1590. بُنيت السُدود في المكان قبل مئات السنين، لكن الفياضانات دمرتها لمرات عدة عبر التاريخ. خفضت المشاريع الهندسية الواسعة في أوائل القرن العشرون بشكل كبير من كمية الأضرار الناجمة عن الفيضانات، على الرغم من ذلك وقع سنة 1974 تيفون أدى إلى فيضان النهر وانفجار السدود في كومايه وأدى لانجراف 19 منزل.

## النظام البيئي
أثّر التوسع الحضري بعد مرحلة الحرب العالمية سلباً على البيئة المُحيطة بنهر التاما، حيث أصبحت نوعية المياه بعد سنة 1950 غير صالحة لعيش بعض أنواع الكائنات الحية. مما دَفع السُلطات لإعلان النهر منطقة محمية طبيعياً لمكافحة التلوث، وأدت هذه التدابير لعودة العديد من الأنواع البرية.
تعيش أنواع مختلفة من الكائنات الحية وبكميات تِجارية في نهر تاما، مثل: الكارب، وأسماك تراوت قوس قزح، السلمون المكرز، الشار، والآيو. كلها توجد في نهر التاما بكميات كافية للصيد بكميات تجارية، وبعضها يتكاثر في منطقة المنبع. كما يوجد بكثرة أسماك شبوطيات الشكل والسرطان والسلاحف وجراد البحر.
الطيور تنتشر بشكل كبير بمنطقة النهر، فالمساحات الخضراء وتوفر الغذاء والماء جذب الحياة البرية للمنطقة. ومن أنواع الطيور الموجودة بالمنطقة: صياد السمك الأخضر، والذعرة البيضاء، ونورس أسود الرأس، والبط منقط المنقار، والطائر الياباني أبيض العين. وبعد إعادة حماية منطقة النهر طبيعياً سنة 1969، عادت أنواع كبيرة من البط إلى النهر.
أدى ارتفاع درجة حرارة النهر بسبب ظاهرة الإحتباس الحراري ومياه الصرف الصحي؛ للسماح لبعض الكائنات المُستقدمة من البشر للعيش في النهر مثل البيرانا وأسماك الزينة الاستوائية التي تخلٌى عنها أصحابها.